# Čin Son-ju
Čin Son-ju (hangul: 진선유, hanča: 陳善有, anglický přepisem: Jin Sun-yu; * 17. prosince 1988, Tegu) je bývalá jihokorejská závodnice v short tracku. Je držitelkou tří olympijských medailí, všechny jsou zlaté a všechny získala na hrách v Turíně roku 2006: v individuálním závodě na 1000 a 1500 metrů a k tomu přidala ještě zlato ze štafety na 3000 metrů. Stala se tak prvním jihokorejským sportovcem, který získal tři zlaté olympijské medaile. Je rovněž trojnásobnou celkovou mistryní světa (2005, 2006, 2007), z jednotlivých závodů na světovém šampionátu přivezla navíc dalších sedm zlatých. Dvakrát se stala celkovou vítězkou světového poháru (2005–06, 2007–08).